# Osilo
Osilo (sard Osile) és un municipi italià, dins de la província de Sàsser. L'any 2007 tenia 3.498 habitants. Es troba a la regió del Tataresu. Limita amb els municipis de Cargeghe, Codrongianos, Muros, Nulvi, Ploaghe, Sàsser, Sennori i Tergu.

## Administració
| Període | Identitat      | Partit        |
| ------- | -------------- | ------------- |
| 2006-   | Giovanni Manca | Llista cívica |

## Cultura
Un dels fites més importants són les activitats de la Companyia de Teatre Osilo. La companyia va néixer de la fusió del grup Cinematografico amb el grup teatral Ojos de amore. Des del 1999 ha produït diversos llargmetratges, curtmetratges, espectacles teatrals, i algunes obres dramàtiques en sard.